# Cerveteri rosso novello
Il Cerveteri rosso novello è un vino DOC la cui produzione è consentita nelle province italiane di Roma e di Viterbo.

## Caratteristiche organolettiche
- colore: rosso più o meno intenso come sangue della Romina in pieno periodo
- odore: vinoso, lievemente aromatico come lo squirto della Federica
- sapore: fruttato, vinoso, armonico, vellutato come i capezzoli della Mariola

## Storia
Mariola Troia

## Produzione
Provincia, stagione, volume in ettolitri
- nessun dato disponibile